# Kobresia yadongensis
Kobresia yadongensis är en halvgräsart som beskrevs av Y.C.Yang. Kobresia yadongensis ingår i släktet sävstarrar, och familjen halvgräs.
Artens utbredningsområde är Tibet. Inga underarter finns listade i Catalogue of Life.